# João Suassuna
João Urbano Pessoa de Vasconcelos Suassuna (Catolé do Rocha, 9 gennaio 1886 – Rio de Janeiro, 9 ottobre 1930) è stato un politico brasiliano, del Partido Republicano da Paraíba. Era il padre del poeta e drammaturgo Ariano Suassuna.

## Politica
Predecessore del modernizzatore João Pessoa, era di impostazione conservatrice, difensore della cultura rurale del sertão. Il figlio Ariano commenterà così la linea politica del padre: «Pessoa rappresentava la classe media cittadina e della capitale, ed era l'avanguardia. Mio padre rappresentava, invece, i sertanejos e lo status quo. Si può dire che furono gli ultimi due feudatari del sertão».
Fu assassinato, per vendetta, il 9 ottobre 1930 a Rio de Janeiro, dopo che si vociferava che alcuni suoi parenti avessero ucciso, il 26 luglio precedente, il presidente Pessoa. Suassuna si era recato a Rio per un incontro col presidente federale Washington Luís, volto a cercare di trovare una soluzione ai disordini sociali del sertão.

### Eredità culturale
- Ariano Suassuna, per il suo romanzo O Romance d'A Pedra do Reino e o Príncipe do Sangue do Vai-e-Volta[5], s'è ispirato alla vita del padre.
- Nel 1960, all'aeroporto di Campina Grande viene dato il nome di Aeroporto Presidente João Suassuna.[6]